# Gröntjärnen (Los socken, Hälsingland)
Gröntjärnen är en sjö i Ljusdals kommun i Hälsingland och ingår i Ljusnans huvudavrinningsområde.